# Palau d'Eril
El Palau d'Eril és una obra amb elements gòtics i renaixentistes de Guissona (Segarra) protegida com a Bé Cultural d'Interès Local.

## Descripció
És un palauet senyorial renaixentista propietat de la família Erill. Edifici construït amb grans carreus de pedra seguint l'estil dels palaus florentints, tot i que presenta elements propis del gòtic tardà. Consta de tres plantes amb golfa.
A la planta baixa, una porxada amb quatre obertures d'arc de mig punt sustentades per grans pilars quadrangulars i una volta de creueria que cobreix els quatre trams de la porxada. La portada d'accés a l'edifici és d'arc escarser i no presenta elements destacables. A la primera planta quatre finestres rectangulars senzilles i una línia d'imposta que la divideix de la segona planta, imitació d'aquesta primera.
Dotze arquacions cegues amb arc de mig punt coronen l'edifici de punta a punta de la façana. Aquest edifici es troba molt restaurat, però encara conserva les seves característiques originals.

## Història
Aquest palau pertanyia a la família d'Erill, que eren súbdits dels comtes de Pallars. Al segle xvi els Erill es van convertir en un dels llinatges més importants de la noblesa catalana. Van esdevenir Senyors de Talteüll, de Gaver i de Sant Antolí.
El cognom Erill va desaparèixer a mitjans del segle xix i aquest palau va ser adquirit per una família guissonenca.